# Quatrième pandémie de choléra
La quatrième pandémie de choléra (1863-1875) est une épidémie majeure de choléra au XIXe siècle. Elle prend son origine dans le Delta du Gange, dans la région du Bengale, et se dissémine entre les pèlerins du hajj en route vers La Mecque. Du Moyen-Orient, la maladie passe en Russie et se propage en Europe, en Afrique et en Amérique du Nord.
La pandémie a atteint l'Afrique du Nord en 1865 et s'est propagée à l'Afrique subsaharienne, tuant 70 000 personnes à Zanzibar en 1869-70. Le choléra a fait 90 000 victimes en Russie en 1866. On estime que l'épidémie de choléra qui s'est propagée avec la guerre austro-prussienne (1866) a fait 165 000 victimes dans l'Empire autrichien, dont 30 000 en Hongrie et en Belgique, et 20 000 aux Pays-Bas.
En juin 1866, une épidémie localisée dans l'East End de Londres fait 5 596 victimes, alors que la ville achève la construction de ses principaux systèmes de traitement des eaux usées et de l'eau ; la section de l'East End n'est pas encore tout à fait terminée. L'épidémiologiste William Farr a identifié la East London Water Company comme étant la source de la contamination. Farr s'est appuyé sur les travaux antérieurs de John Snow et d'autres chercheurs, qui ont désigné l'eau potable contaminée comme la cause probable du choléra lors d'une épidémie survenue en 1854. La même année, l'utilisation d'eau de canal contaminée dans des installations locales a provoqué une épidémie mineure à Ystalyfera, dans le sud du Pays de Galles. Les travailleurs associés à l'entreprise et leurs familles ont été les plus touchés et 119 d'entre eux sont décédés. Le décès de plus de 1 100 personnes à New York en 1866 a entraîné la création du New York Metropolitan Board of Health.
En 1867, l'Italie a perdu 113 000 personnes à cause du choléra, et 80 000 personnes sont mortes de la maladie en Algérie. Les épidémies survenues en Amérique du Nord dans les années 1870 ont tué quelque 50 000 Américains, le choléra s'étant propagé de la Nouvelle-Orléans aux ports situés sur les affluents du fleuve Mississippi, en passant par les passagers.

### Pages connexes
- Épidémie de choléra